# Puchar Zatoki Perskiej w piłce nożnej 2013
Puchar Zatoki Perskiej 2013 – 21. edycja rozgrywek o Puchar Zatoki Perskiej. Turniej rozegrany został w dniach 5 – 18 stycznia 2013 roku. Gospodarzem zawodów po raz czwarty w historii był Bahrajn (pierwotnie turniej miał się odbyć w Iraku, jednak później zdecydowano, że Irak będzie gospodarzem kolejnej edycji Pucharu, a turniej w 2013 roku przyznano Bahrajnowi). Spotkania rozgrywane były w dwóch miastach, na Stadionie Narodowym w Ar Rifa` oraz na Khalifa Sports City Stadium w Madinat 'Isa.

## Faza grupowa
W turnieju udział wzięło 8 ekip, które 18 października 2012 roku w Manamie rozlosowano do dwóch grup po 4 zespoły. Do półfinałów awansują po dwie najlepsze drużyny z każdej z grup.

### Grupa A
Wyniki i tabela grupy A:
| Poz. | Drużyna                      | M | Pkt. | Mecze | Mecze | Mecze | Bramki | Bramki |
| Poz. | Drużyna                      | M | Pkt. | zwy.  | rem.  | por.  | zdob.  | stra.  |
| ---- | ---------------------------- | - | ---- | ----- | ----- | ----- | ------ | ------ |
| 1    | Zjednoczone Emiraty Arabskie | 3 | 9    | 3     | 0     | 0     | 7      | 2      |
| 2    | Bahrajn                      | 3 | 4    | 1     | 1     | 1     | 2      | 2      |
| 3    | Katar                        | 3 | 3    | 1     | 0     | 2     | 3      | 5      |
| 4    | Oman                         | 3 | 1    | 0     | 1     | 2     | 1      | 4      |

- 1. kolejka:

| 5 stycznia 2013 19:15 UTC+3 | Bahrajn | 0 – 0(0 – 0)Raport | Oman | Stadion Narodowy, Ar Rifa` Sędzia: Ravshan Ermatov |
|                             |         |                    |      |                                                    |

| 5 stycznia 2013 21:15 UTC+3 | Katar · Ibrahim 11' (k) | 1 – 3(1 – 2)Raport | Zjednoczone Emiraty Arabskie · Abdulrahman 13' · Mabkhout 28' · Ahmed 67' | Khalifa Sports City Stadium, Madinat 'Isa Sędzia: Khalil Al Ghamdi |
|                             |                         |                    |                                                                           |                                                                    |

- 2. kolejka:

| 8 stycznia 2013 16:15 UTC+3 | Katar · Ibrahim 56' (k) · Al-Sayed 88' | 2 – 1(0 – 0)Raport | Oman · Al-Hadhri 71' (k) | Stadion Narodowy, Ar Rifa` Sędzia: Mukhtar Al Yarimi |
|                             |                                        |                    |                          |                                                      |

| 8 stycznia 2013 19:15 UTC+3 | Bahrajn · Al Malood 75' | 1 – 2(0 – 1)Raport | Zjednoczone Emiraty Arabskie · Mabkhout 40' · Hassan 85' | Stadion Narodowy, Ar Rifa` Sędzia: Ali Sabah Adday |
|                             |                         |                    |                                                          |                                                    |

- 3. kolejka:

| 11 stycznia 2013 17:45 UTC+3 | Zjednoczone Emiraty Arabskie · Khalil 83', 86' | 2 – 0(0 – 0)Raport | Oman · Mudhafar 89' | Khalifa Sports City Stadium, Madinat 'Isa Sędzia: Yousef Al Marzouq |
|                              |                                                |                    |                     |                                                                     |

| 11 stycznia 2013 17:45 UTC+3 | Bahrajn · Aaish 25' (k) | 1 – 0(1 – 0)Raport | Katar | Stadion Narodowy, Ar Rifa` Sędzia: Viktor Kassai |
|                              |                         |                    |       |                                                  |

### Grupa B
Wyniki i tabela grupy B:
| Poz. | Drużyna          | M | Pkt. | Mecze | Mecze | Mecze | Bramki | Bramki |
| Poz. | Drużyna          | M | Pkt. | zwy.  | rem.  | por.  | zdob.  | stra.  |
| ---- | ---------------- | - | ---- | ----- | ----- | ----- | ------ | ------ |
| 1    | Irak             | 3 | 9    | 3     | 0     | 0     | 5      | 0      |
| 2    | Kuwejt           | 3 | 6    | 2     | 0     | 1     | 3      | 1      |
| 3    | Arabia Saudyjska | 3 | 3    | 1     | 0     | 2     | 2      | 3      |
| 4    | Jemen            | 3 | 0    | 0     | 0     | 3     | 0      | 6      |

- 1. kolejka:

| 6 stycznia 2013 16:15 UTC+3 | Kuwejt · Al-Mutawa 11' 82' · Nasser 63' | 2 – 0(0 – 0)Raport | Jemen | Khalifa Sports City Stadium, Madinat 'Isa Sędzia: Banjar Al-Dosari |
|                             |                                         |                    |       |                                                                    |

| 6 stycznia 2013 19:15 UTC+3 | Arabia Saudyjska | 0 – 2(0 – 1)Raport | Irak · Shakir 18' · Hawsawi 72' (sam.) | Khalifa Sports City Stadium, Madinat 'Isa Sędzia: Viktor Kassai |
|                             |                  |                    |                                        |                                                                 |

- 2. kolejka:

| 9 stycznia 2013 16:15 UTC+3 | Irak · Ahmad 29' | 1 – 0(1 – 0)Raport | Kuwejt | Khalifa Sports City Stadium, Madinat 'Isa Sędzia: Nawaf Szukr Allah |
|                             |                  |                    |        |                                                                     |

| 9 stycznia 2013 19:15 UTC+3 | Jemen | 0 – 2(0 – 1)Raport | Arabia Saudyjska · Al-Kahtani 32' · Al-Muwallad 86' | Khalifa Sports City Stadium, Madinat 'Isa Sędzia: Mohamed Al Zarouni |
|                             |       |                    |                                                     |                                                                      |

- 3. kolejka:

| 12 stycznia 2013 17:45 UTC+3 | Kuwejt · Nasser 13' | 1 – 0(1 – 0)Raport | Arabia Saudyjska | Stadion Narodowy, Ar Rifa` Sędzia: Ravshan Ermatov |
|                              |                     |                    |                  |                                                    |

| 12 stycznia 2013 17:45 UTC+3 | Jemen | 0 – 2(0 – 2)Raport | Irak · Ismail 16' · Ahmad 36' | Khalifa Sports City Stadium, Madinat 'Isa Sędzia: Abdullah Al Hilali |
|                              |       |                    |                               |                                                                      |

## Półfinały
Spotkania półfinałowe rozegrane zostały 15 stycznia.
| 15 stycznia 2013 16:15 UTC+3 | Zjednoczone Emiraty Arabskie · Khalil 89' | 1 – 0(0 – 0)Raport | Kuwejt | Stadion Narodowy, Ar Rifa` Sędzia: Abdullah Al Hilali |
|                              |                                           |                    |        |                                                       |

| 15 stycznia 2013 19:45 UTC+3             | Irak · Mahmoud 18' | 1 – 1 k. 4 – 2(1 – 0, 1 – 1)Raport | Bahrajn · Ali Baba 63' | Stadion Narodowy, Ar Rifa` Sędzia: Ravshan Ermatov |
|                                          |                    |                                    |                        |                                                    |
|                                          |                    | Rzuty karne                        |                        |                                                    |
| Yasin · Ismail · Salem · Mahmoud · Sabri |                    | Husain · Aaish · Saeed · Al Malood |                        |                                                    |

## Mecz o 3. miejsce
Mecz o 3. miejsce rozegrany został 18 stycznia o godz. 15.30 czasu miejscowego na stadionie Narodowym w Ar Rifa`.
| 18 stycznia 2013 15:30 UTC+3 | Kuwejt · Khamis 35', 38' (54), k' · Bani 65' · Al-Mutawa 66' · Al Salimi 71' | 6 – 1(2 – 1)Raport | Bahrajn · Yusuf 1' · Khamis 50' | Stadion Narodowy, Ar Rifa` Sędzia: Banjar Al-Dosari |
|                              |                                                                              |                    |                                 |                                                     |

## Finał
Finał turnieju odbył się 18 stycznia o godz. 17.45 czasu miejscowego na stadionie Narodowym w Ar Rifa`.
| 18 stycznia 2013 17:45 UTC+3 | Zjednoczone Emiraty Arabskie · Abdulrahman 28' · Al-Hammadi 107' | 2 – 1 d.(1 – 0, 1 – 1)Raport | Irak · Mahmoud 81' | Stadion Narodowy, Ar Rifa` Sędzia: Khalil Al Ghamdi |
|                              |                                                                  |                              |                    |                                                     |